# Rhadinovirus
Die Gattung Rhadinovirus bildet eine Untergruppe der Unterfamilie der Gammaherpesviren (Gammaherpesvirinae). Diese wiederum gehören zur Familie der Herpesviren (Herpesviridae). Rhadinoviren sind bei verschiedenen Nagetieren (Wühler), Huftieren (Hauspferde, Gnus, Rinder) sowie Primaten isoliert worden. Das bisher einzige bekannte menschliche Rhadinovirus ist das Humane Herpesvirus 8 (offiziell Human gammaherpesvirus 8, HHV-8, Spezies Rhadinovirus humangamma8). HHV-8 verursacht beim Menschen das Kaposi-Sarkom und einen Teil der Fälle von Morbus Castleman. Wie andere Gammherpesviren infizierendie Rhadinoviren Lymphozyten, in denen sie auch persistieren. Rhadinoviren sind vielfach mit einer malignen Transformation und damit der Entstehung von Tumorerkrankungen assoziiert.
Rhadinoviren sind 150 bis 200 nm im Durchmesser groß, das ikosaedrische Kapsid (T=16) im Innern etwa 100–110 nm. Das Genom ist innerhalb des Kapsids auf einer dünnen, spindelähnlichen Core-Struktur aufgewickelt, nach der die Gattung ihren Namen erhielt (altgriechisch ῥαδινός = schlank, spitz zulaufend). Das Genom ist ca. 145.000–165.000 Bp groß. Zusätzlich beinhalten die Viruspartikel (Virionen) auch zelluläre und virale mRNA.

## Systematik
Neben einer großen Zahl derzeit nicht klassifizierter Rhadinoviren oder assoziierter Viren bei verschiedensten Tierarten (Primaten, Delfinen, Flusspferd, Hasen, Echte Bandikutratte, Elefanten u. a.), sind folgende Vertreter als Spezies der Gattung definiert (Stand 10. April 2024):
Gattung: Rhadinovirus
- Spezies: Rhadinovirus atelinegamma2 mit

Klammeraffen-Herpesvirus 2 oder Atelines Herpesvirus 2 (AtHV-2), en. Ateline gammaherpesvirus 2 (AtGHV2); Herpesvirus ateles strain 810
- Spezies: Rhadinovirus atelinegamma3 mit

Klammeraffen-Herpesvirus 3 oder Atelines Herpesvirus 3 (AtHV-3), en. Ateline gammaherpesvirus 3 (AtGHV3); Herpesvirus ateles (HVA)
- Spezies: Rhadinovirus bovinegamma4 mit

Bovines Herpesvirus 4 (BoHV-4), en. Bovine gammaherpesvirus 4 (BoGHV4); Bovines herpesvirus 4, en. Bovine herpesvirus 4 (BHV4)
- Spezies Rhadinovirus colobinegamma1 mit

Colobine gammaherpesvirus 1 (CnGHV1)
- Spezies: Rhadinovirus cricetidgamma2 mit

Nagetier-Herpesvirus Peru, Cricetides Herpesvirus 2, Wühler-Herpesvirus 2, en. Cricetid gammaherpesvirus 2 (CrGHV2); Rodent herpesvirus Peru (RHVP) – befällt Cricetidae
- Spezies: Rhadinovirus humangamma8 mit

Humanes Herpesvirus 8 (HHV-8), en. Human gammaherpesvirus 8 (HuGHV8); Kaposi-Sarkom-Herpesvirus, en. Kaposi's sarcoma-associated herpesvirus (KSHV)
- Spezies: Rhadinovirus macacinegamma5 mit

Makaken-Herpesvirus 5 (McHV-5, McHV5), Rhesusaffen-Rhadinovirus, Cercopithecines Herpesvirus 17, en. Macacine gammaherpesvirus 5 (McGHV5); Rhesus rhadinovirus (RRV), Rhesus monkey rhadinovirus, Cercopithecine herpesvirus 17 – infiziert Backentaschenaffen: Makaken
- Spezies: Rhadinovirus macacinegamma8 mit

Makaken-Herpesvirus 8 (McHV-8, McHV8), en. Macacine gammaherpesvirus 8 (McGHV8); Retroperitoneal fibromatosis-associated herpesvirus Macaca nemestrina (RFHV) – infiziert den Südlichen Schweinsaffen
- Spezies: Rhadinovirus macacinegamma11 mit

Makaken-Herpesvirus 11, Macacines Herpesvirus 1 (McHV-11, McHV11), en. Macacine gammaherpesvirus 11 (McGHV11); Japanese macaque rhadinovirus (JMRV)
- Spezies: Rhadinovirus macacinegamma12 mit

Makaken-Herpesvirus 12, Macacines Herpesvirus 12 (McHV-12, McHV12), en. Macacine gammaherpesvirus 12 (McGHV12); Pig-tailed macaque rhadinovirus 2 (MneRV2)
- Spezies: Rhadinovirus muridgamma4 mit

Murides Herpesvirus 4 (MuHV-4), en. Murid gammaherpesvirus 4 (MuGHV4); Murine gammaherpesvirus 68 alias Mouse herpesvirus 68, Murid herpesvirus 68 (MHV68, MHV-68)
- Spezies: Rhadinovirus muridgamma7 mit

Murides Herpesvirus 7 (MuHV-7), en. Murid gammaherpesvirus 7 (MuGHV7); Wood mouse herpesvirus (WMHV)
- Spezies: Rhadinovirus saimiriinegamma2 (ehem. Typusspezies) mit

Herpesvirus saimiri 2 (HVS), Saimiriines Herpesvirus 2 (SaHV-2), en. Saimiriine gammaherpesvirus 2 (SaGHV2) – infiziert Totenkopfaffen)
- Spezies „Leporid herpesvirus 1“ mit

Leporides Herpesvirus 1 (LeHV-1); Kaninchen-Herpesvirus 1
- Spezies „Leporid herpesvirus 2“ mit

Leporides Herpesvirus 2 (LeHV-2); Kaninchen-Herpesvirus 2, Herpesvirus cuniculi